# Microdontomerus ovivorus
Microdontomerus ovivorus är en stekelart som först beskrevs av Wallace A. Steffan 1967.  Microdontomerus ovivorus ingår i släktet Microdontomerus och familjen gallglanssteklar. Inga underarter finns listade i Catalogue of Life.